# Ордабай
Ордаба́й (каз. Ордаба́й) — село у складі Казталовського району Західноказахстанської області Казахстану. Входить до складу Кошанкольського сільського округу.
У радянські часи село називалось Кусем.
Населення — 157 осіб (2021; 251 у 2009, 282 у 1999, 309 у 1989).